# Sara Maria Forsberg
Sara Maria Forsberg (n. 2 mai 1994, Jakobstad, Finlanda), cunoscută profesional ca SAARA (fostul Smo, Smoukahontas sau Smokahontas), este o actriță, cântăreață, compozitoare, YouTuber și prezentatoare de televiziune finlandeză. În calitate de cântăreață, Forsberg a semnat cu Capitol Records în 2014 și și-a lansat single-ul de debut „Ur Cool” în aprilie 2015, care a devenit unul dintre hiturile de top zece în țara sa natală, Finlanda. Ea a plecat la începutul lui 2016, după neînțelegeri cu casa de discuri și producătorul ei. Forsberg a continuat să lanseze muzică ca artist independent în afiliere cu Universal Music Group. În noiembrie 2017, canalul ei YouTube are peste un milion de abonați și peste 100 de milioane de vizionări.

## Biografie
Forsberg s-a născut pe 2 mai 1994 în Jakobstad, Finlanda. Tatăl ei s-a născut în Suedia. Forsberg a făcut un test ADN cu următoarele rezultate: 63,8% finlandeză, 28,7% scandinavă, 5,5% din America Centrală și 2,0% din Europa de Est. Limba ei maternă este finlandeza, deși a vorbit mai ales engleza în primii șase ani de viață. Datorită carierei părinților ei ca misionari baptiști, ea s-a mutat frecvent în copilărie, locuind în Texas timp de cinci ani și în Regatul Unit timp de un an, înainte de a se întoarce definitiv în Finlanda. Forsberg a petrecut câțiva ani într-o academie de muzică din Jakobstad și mai târziu a studiat pentru a deveni bucătar înainte de a începe o carieră de cântat.

## Carieră

### Pornind de la Youtube
De când videoclipul ei „What Languages Sound Like to Foreigners” a fost postat pe YouTube pe 3 martie 2014 pe canalul ei Smoukahontas Official (care ulterior a fost schimbat în „’’SAARA’’’), a fost văzut de peste 20 de milioane de ori începând cu Iunie 2018. Capacitatea ei de a imita accente și melodii de vorbire din diferite limbi, care au inclus Japoneză, Engleză de estuar, American cu accent California, Suedeză, franceză, araba și spaniolă, folosind în principal cuvinte inexistente, au fost lăudate de mass-media din mai multe țări.
În prima continuare, ea a redevenit unele dintre limbile din videoclipul inițial și a adăugat altele noi, inclusiv „Something African” și „Scottish”. Într-o altă continuare, videoclipul ei „One Girl, 14 Genres”, o serie de genuri muzicale au fost imitate.

### Cariera muzicala
În iulie 2014, a fost dezvăluit că Forsberg a semnat un contract de înregistrare cu Capitol Records, cu Rodney Jerkins acționând ca producător executiv. Președintele și CEO-ul Capitol Records, Steve Barnett a spus că singurii artiști față de care a avut același sentiment, în afară de Forsberg, au fost Adele și Sam Smith. Ea este prima persoană finlandeză care a semnat cu o casă de discuri americană importantă. Single-ul ei de debut „Ur Cool” a fost lansat pe 21 aprilie 2015 și a devenit un single Top 10 în Finlanda. În februarie 2016, Forsberg a părăsit Capitol Records. Ea a povestit în videoclipul ei de pe YouTube că producătorul Jerkins a părăsit Capitol Records și a rămas blocată, nefiind permisă prin contract să lucreze fără el. Din cauza refuzului producătorului de a o lăsa să iasă din contract, Capitol Records a fost de acord să-i rezilieze contractul și să o lase să creeze liber din nou. Saara a mai spus în videoclip că i s-a simțit rău promovând un single pe care îl ura absolut.
În aprilie 2016, managerul Saarei, Johannes Ylinen a informat că Saara a semnat cu Universal Music Group, cu care va continua să lanseze muzică independent. Forsberg și-a lansat EP-ul de debut Hello I'm Saara pe 27 mai 2016. Single-ul principal al EP-ului, „The Urge”, a fost lansat în iunie 2016. În 2017, Saara a publicat 3 single-uri: în februarie „Permission to Love”, în martie „Superpowers”. „ și în octombrie single-ul „All The Love ft. Jillionaire”.
Pe 2 mai 2018, de ziua ei, Saara a lansat cel de-al doilea album Almost Acoustic EP cu patru melodii noi și un remix. În aceeași zi, a avut și primul ei concert live pe YouTube.
Forsberg scrie și muzică pentru alți artiști. În iulie 2015, a fost dezvăluit că Forsberg a scris credit pentru trupa K-Pop, Girls' Generation melodia „You Think” din albumul lor Lion Heart. Cântecul a fost inclus pe lista de melodii digitale a Billboard la nr. 3 septembrie 2015. În 2016, Sara a co-scris piesa „My Heart Wants Me Dead” de Lisa Ajax pentru Melodifestivalen 2016, precum și piesa „Drip Drop” de Taemin de pe cel de-al doilea album solo al său, Press It.
În iunie 2015, a apărut pe piesa „Vauvoja” a cântărețului finlandez Kasmir. Cântecul a ajuns pe primul loc în topurile de descărcări și difuzare din finlandeză. În vara anului 2017, Saara a fost prezentată pe piesa „Can’t Buy Love” de la THRDL!FE.

### În televiziune și filme
În aprilie 2014, Sara Forsberg a semnat un contract de dezvoltare cu compania de producție/distribuție Omnivision Entertainment/My Damn Channel. În mai 2014, Forsberg s-a mutat în Los Angeles pentru a cânta pe un canal YouTube afiliat My Damn Channel numit „WestToastTV”, în plus față de menținerea propriului canal personal.
În octombrie 2014, a fost dezvăluit că Forsberg are un rol mic în filmul Hong Kong-chinezo-american Skiptrace regizat de regizorul finlandez Renny Harlin.
În decembrie 2015, a apărut vestea că Forsberg a petrecut ultimele 18 luni lucrând cu Lucasfilm și a fost creatorul limbajului extraterestru folosit în Star Wars: The Force Awakens. În iulie 2016, a fost dezvăluit că Forsberg a creat o altă limbă extraterestră pentru un film de la Hollywood, de data aceasta pentru filmul Star Trek Beyond, în care are și un rol minor de voce ca un extraterestru pe nume Kalara.
În 2016, Sara a lucrat ca judecător la cel de-al cincilea sezon al serialului Talent Suomi, versiunea finlandeză a lui Got Talent. Forsberg a găzduit, de asemenea, serialul de jocuri din Regatul Unit Remotely Funny. Pe 5 februarie 2017, o nouă emisiune finlandeză numită Kaikki Vastaan 1 (Everyone Against 1) a început să fie difuzată în direct duminică seara pe rețeaua finlandeză Nelonen TV, cu Forsberg ca gazdă. Primul sezon a durat până pe 9 aprilie 2017. De asemenea, în februarie 2017, Forsberg a început să găzduiască Remotely Funny, o emisiune britanică de jocuri la CBBC. În 2018, Saara a continuat să apară la televiziunea finlandeză, în primăvară la concursul Pallon Ympäri (Around The Globe), unde a călătorit în jurul lumii îndeplinind sarcini ca una dintre cele trei concurente. I s-a spus să continue să cogăzduiască din nou concursul de studio Kaikki Vastaan 1 în toamna lui 2018.

## În mass-media
Forsberg a fost intervievată la BBC Radio britanic, radioul public finlandez Yle și TV suedeză, în care a confirmat că a fost contactată de un producător de la The Ellen DeGeneres Show. Timp de aproximativ 180 de secunde, ea a fost invitată în emisiunea din 7 aprilie 2014 și a luat acasă un trepied și un aparat foto cadou de la DeGeneres. Călătoria a fost documentată într-o serie scurtă intitulată Sara Goes LA, care a fost produsă de radiodifuzorul finlandez MTV și a fost publicată și pe YouTube de atunci.

## Alte proiecte
Forsberg și-a anunțat noua linie de îmbrăcăminte FRSBRG în mai 2015 și a făcut reclamă pentru telespectatorii ei finlandezi cu o serie de celebrități binecunoscute din țara ei de origine. Era planificat să fie lansat în noiembrie același an.

## Discografie

### PE
- „Bună, sunt Saara” (2016)
- „Aproape acustic” (2018)

### Single
| Anul | Single                          | Pozițiile de vârf ale diagramelor | Album                 |
| Anul | Single                          | FIN                               | Album                 |
| ---- | ------------------------------- | --------------------------------- | --------------------- |
| 2015 | "Ur Cool"                       | 10                                | Single non-album      |
| 2016 | "Domul"                         | —                                 | Bună ziua, sunt Saara |
| 2016 | "Honey" (cu Rich The Kid)       | —                                 | Bună ziua, sunt Saara |
| 2017 | "Permisiunea de a iubi"         | —                                 | Single non-album      |
| 2017 | "Superputeri"                   | —                                 | Single non-album      |
| 2017 | "All The Love" (cu Jillionaire) | —                                 | Single non-album      |
| 2018 | "Sangria"                       | —                                 | Single non-album      |

### Credite de scriere
| An   | Cântec                   | Album                             | Artist             | Acoperi |
| ---- | ------------------------ | --------------------------------- | ------------------ | --- |
| 2015 | „Vauvoja”                | N/A                               | Kasmir feat. Saara | Kasmir, Hank Solo, Jonas W. Karlsson, Mikko Kuoppala                                                                          |
| 2015 | „You Think”              | Inimă de leu                      | Girls' Generation  | Cho Yoon-kyung, Dante Jones, Brandon Sammon, Denzil "DR" Remedios, Ryan S. Jhun, Jussi Ilmari Karvinen                        |
| 2016 | „My Heart Wants Me Dead” | Colecție                          | Lisa Ajax          | Anton Hård af Segerstad, Linnea Deb, Joy Deb, Nikki Flores                                                                    |
| 2016 | „Al șaptelea simț”       | NCT 2018 Empatie                  | NCT U              | Timothy "Bos" Bullock, Tay Jasper, Adrian Mckinnon, Michael Jiminez, Leven Kali                                               |
| 2016 | „Vreau doar să dansez”   | I Just Wanna Dance                | Tiffany            | Timothy „Bos” Bullock, Michael Jiminez, MZMC                                                                                  |
| 2016 | „Starlight”              | De ce                             | Taeyeon și Dean    | Lee Seu-ran, Jamil "Digi" Chammas, Taylor Mckall, Tay Jasper, Adrian McKinnon, Leven Kali, MZMC                               |
| 2016 | „Picurare”               | Apăsați-l                         | Taemin             | Park Sunghee, Jamil Chammas, Tay Jasper, Jonathan Perkins, Michael Jiminez, Leven Kali, MZMC                                  |
| 2016 | "Continuă să faci        | Eliberează pe cineva              | Luna               | Le`mon, JQ, Bae Seong-hyeon, Anton Malmberg Hård af Segerstad, Joy Neil Mitro Deb, Linnea Mary Han Deb                        |
| 2017 | „Rookie”                 | Rookie                            | Red Velvet         | Jamil „Digi” Chammas, Leven Kali, Karl Powell, Harrison Johnson, Russell Steedle, MZMC, Otha „Vakseen”, Davis III, Tay Jasper |
| 2018 | „RBB (Really Bad Boy)”   | RBB                               | Red Velvet         | Kenzie, Timothy „Bos” Bullock, MZMC                                                                                           |
| 2018 | „Nega Dola”              | O singură lovitură, două lovituri | BoA                | JQ, Kang Eun-yoo, On-gyul, Hyun Ji-wo, BoA, Afshin Salmani, Josh Cumbee, Yoo Young-jin, AFSHeeN                               |
| 2018 | „Nenumărate”             | The Story of Light: Epilog        | SHINee             | Jeon Gandi, Jamil "Digi" Chammas, Adrian McKinnon, Tay Jasper, Leven Kali, MZMC, Yoo Young-jin                                |

## Filmografie
| An         | Titlu                    | Rol           | Note                              |
| ---------- | ------------------------ | ------------- | --------------------------------- |
| 2014       | The Ellen DeGeneres Show | Ea însăși     | Oaspete                           |
| 2014       | Sara Goes LA             | Ea însăși     | Reality show                      |
| 2014, 2015 | Posse (serial TV)        | Ea însăși     | Talk show (sezoanele 1, 2)        |
| 2016       | Talent Suomi             | Ea însăși     | Judecător (sezonul 5)             |
| 2016       | Skiptrace                | Natalya       | Film                              |
| 2016       | Star Trek Beyond         | Kalara (voce) | Film                              |
| 2017       | Kaikki Vastaan 1         | Ea însăși     | Co-gazdă (Sezonul 1, 10 episoade) |
| 2017–2018  | La distanță amuzant      | Ea însăși     | Gazda (35 de episoade)            |